# Saint-Gilles-des-Marais

Saint-Gilles-des-Marais este o comună în departamentul Orne, Franța. În 1 ianuarie 2022 avea o populație de 106 de locuitori.